# Beilingen
Beilingen – miejscowość i gmina położona w Niemczech, w kraju związkowym Nadrenia-Palatynat, w powiecie Eifel Bitburg-Prüm, wchodzi w skład gminy związkowej Speicher, w górach Eifel.

## Historia
Beilingen do 1794 leżał w luksemburskim księstwie Bruch. Po Wielkiej Rewolucji Francuskiej miejscowość włączono do Francji, w 1814 leżała na terenie guberni Środkowego Renu.

## Demografia
| - 1815 – 287 - 1835 – 357 - 1871 – 351 - 1905 – 406 - 1939 – 452 - 1950 – 464 - 1961 – 434 - 1965 – 429 - 1970 – 417 | - 1975 – 375 - 1980 – 345 - 1985 – 336 - 1987 – 339 - 1990 – 336 - 1995 – 357 - 2000 – 401 - 2005 – 369 - 2007 – 365 |

## Polityka
Rada gminy składa się z ośmiu członków oraz wójta jako przewodniczącego.